# Титов, Владимир Иванович
Владимир Иванович Титов (17 января 1931, Сасово — 8 февраля 1989, Москва) — советский журналист, переводчик с английского языка, сценарист.

## Биография
Родился 17 января 1931 года в городе Сасово, Рязанской области в многодетной крестьянской семье.
Учился в в Московском областном художественном педагогическом училище изобразительных искусств памяти восстания 1905 года. Окончил курс факультета журналистики МГУ им. М. В. Ломоносова, но не стал защищать диплом, так как уже полноценно работал по профессии.
Печататься начал с 1956 года, публикуя фельетоны в различных изданиях. В 1957 году в газете «Известия Советов депутатов трудящихся СССР» был опубликован фельетон «Улыбка Джоконды». В 1960 году вышел его сборник сатирических очерков «Сэр, уступите штаны!», а в 1962 году — «Репортаж из стана тунеядцев». Писал очерки, судебные репортажи, рецензии, записывал интервью. Был внештатным консультантом по печати МВД СССР. Известны публикации в газетах «Правда», «Известия», «Московская правда», «Советская Россия», «Московский комсомолец», «Неделя», «Труд», «Вечерняя Москва», «Социалистическая индустрия», «Советская культура», журналах — «Крокодил», «Огонек», «Наш современник», «Советская Белоруссия», «Урал». В конце 1950-х — начале 1960-х гг. работал в журнале «Крокодил». Затем был сотрудником Агентства печати "Новости". В начале 1970-х гг. — в газете «Социалистическая индустрия». С 1974 г. и до начала 1980-гг. был сотрудником газеты «Советская культура». В 1984 г. — корреспондент журнала «Огонек».
Самостоятельно выучил английский язык, занимался переводами художественной прозы. Стал первым переводчиком на русский язык двух рассказов Трумена Капоте: «Проданные сны» (Master Misery), опубликованного в газете «Неделя» 7-13 июля 1963 года, и «Сосуд на краю радуги» (Jug of Silver), опубликованного в «Неделе» 19-25 января 1964 года. Возможно, входил в группу советской интеллигенции, которая лично встречалась с Труменом Капоте во время визитов писателя в СССР в 1958 и 1959 годах.
В 1964 г. в «Советской России» был напечатан отрывок переводы из романа Дж. Хеллера «Уловка-22» под заголовком "Президент фирмы «М. и М.». В 1965 г. - в «Неделе» (№ 8) «Человек со шрамом» Дж. Тербера. 
В 1967 году совместно с Марком Виленским, Владимир Титов стал соавтором первого в СССР перевода романа американского писателя Джозефа Хеллера «Уловка-22». Последний известный опубликованный перевод — «Джулия Лаззари» С. Моэма в журнале «Знамя» (№ 9,1970).
Автор идеи и соавтор сценария (с Геннадием Костюковым и др.) детективного 4-серийного фильма «Выгодный контракт» (режиссер — В. Савельев).
Владимир Титов также работал над литературной записью мемуаров крупных советских военачальников: генерал-полковника Л. М. Сандалова («Трудные рубежи», 1965), маршала бронетанковых войск М. Е. Катукова («На острие главного удара», 1974) и адмирала Н. М. Харламова («Трудная миссия», 1983).
Скончался 8 февраля 1989 года в Москве.